# Polnaure
Polnaure är en sjö i Jokkmokks kommun i Lappland och ingår i Luleälvens huvudavrinningsområde. Sjön har en area på 0,0802 kvadratkilometer och ligger 279 meter över havet.

## Delavrinningsområde
Polnaure ingår i det delavrinningsområde (738251-169071) som SMHI kallar för Ovan Nymyrbäcken. Medelhöjden är 288 meter över havet och ytan är 16,82 kvadratkilometer. Det finns inga avrinningsområden uppströms utan avrinningsområdet är högsta punkten. Linabäcken som avvattnar avrinningsområdet har biflödesordning 4, vilket innebär att vattnet flödar genom totalt 4 vattendrag innan det når havet efter 181 kilometer. Avrinningsområdet består mestadels av skog (75 procent) och sankmarker (22 procent). Avrinningsområdet har 0,24 kvadratkilometer vattenytor vilket ger det en sjöprocent på 1,4 procent.